# Ctiměřice
Ctiměřice (en allemand : Ztimierschitz) est une commune du district de Mladá Boleslav, dans la région de Bohême-Centrale, en République tchèque. Sa population s'élevait à 146 habitants en 2020.

## Géographie
Ctiměřice se trouve à 8 km au sud-est de Mladá Boleslav et à 52 km au nord-est de Prague.
La commune est limitée par Březno au nord, par Semčice à l'est, et par Dobrovice au sud et à l'ouest.

## Histoire
La première mention écrite de la localité date de 1255.